# Classe Gato

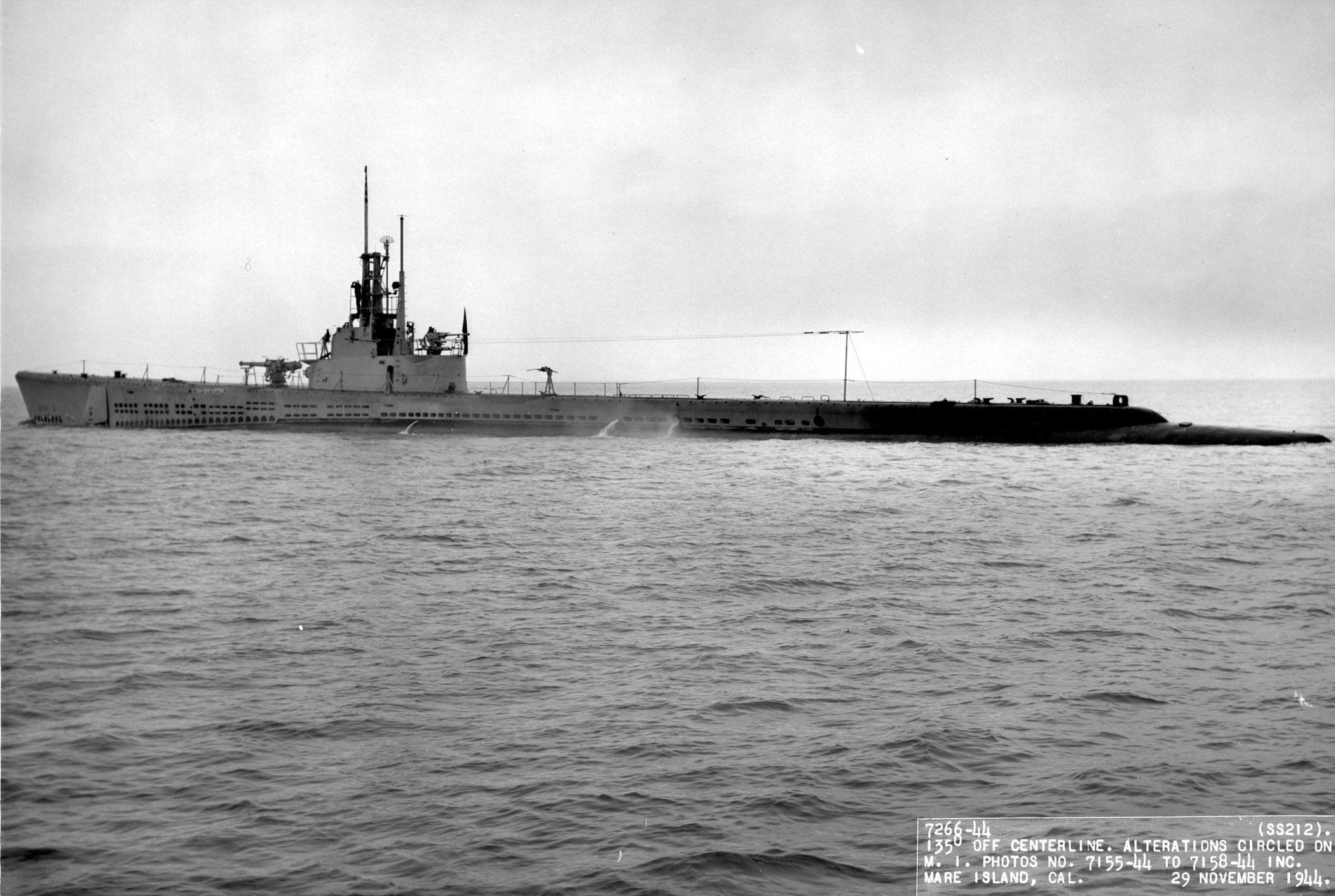
USS Gato (SS-212) navio líder da classe.

Classe Gato é uma classe de submarinos da Marinha dos Estados Unidos, que atuou principalmente na Segunda Guerra Mundial.
Seu desenho foi o precursor de todos os projetos de submersiveis utilizados no conflito. Nomeado após o primeiro navio deste projeto, o USS Gato (SS-212), a classe foi sucedida pela Classe Balao e Classe Tench, que  formaram a frota de submarinos da Marinha dos Estados Unidos. O nome Gato vem de uma espécie catshark, que é um tubarão de pequeno porte. Todos os barcos da classe receberam nomes de peixes.

## Armamento
Um submarino típico estava armado com 10 tubos lança-torpedos a frente e ré (6 a proa e 4 a popa), um canhão de convés de 76 milímetros e dois canhões anti-aéreos, com calibre de 40 milímetros e 20 milímetros. Seu sistema de propulsão diesel-elétrico era acionado por motores diesel enquanto à tona, e a bateria quando submerso.

## Navios-museu
Os seguintes submarinos da Classe Gato são conservados como Navios-museu:
- USS Cod (SS-224) em Cleveland
- USS Silversides (SS-236) em Muskegon, Míchigan
- USS Drum (SS-228) em Mobile, Alabama
- USS Cavalla (SS-244) em Galveston, Texas
- USS Cobia (SS-245) em Wisconsin
- USS Croaker (SS-246) em Buffalo, Nova Iorque

| O USS Gato, dezembro de 1941. | O USS Drum no Battleship Memorial Park em Mobile, Alabama. |
| O USS Gato, dezembro de 1941. | O USS Wahoo, em 1943.                                      |